# Aechmea winkleri
Aechmea winkleri là một loài thực vật có hoa trong họ Bromeliaceae. Loài này được Reitz mô tả khoa học đầu tiên năm 1975.